# Camarones (estación)
Camarones es una de las estaciones que forman parte del Metro de la Ciudad de México, perteneciente a la Línea 7. Se ubica al norte de la Ciudad de México, en la alcaldía Azcapotzalco.

## Información general

### Símbolo
El símbolo de la estación representa a un camarón, debido su cercanía con la Calzada Camarones, la cual recibe su nombre debido a un riachuelo en donde la gente colectaba acociles o camarones de río.

### Profundidad
La Estación Camarones de la Línea 7 es la más profunda del sistema, con 40 metros bajo la superficie.

### Afluencia
La afluencia en el 2014 fue como sigue:
- Total: 4,876,579 pasajeros.
- Promedio diario: 14,572 pasajeros.
- Máxima diaria: 18,760 pasajeros.
- Mínima diaria: 4,023 pasajeros.

La siguiente tabla muestra la afluencia de la estación en los últimos 10 años:
| Afluencia Anual de Pasajeros | Afluencia Anual de Pasajeros | Afluencia Anual de Pasajeros | Afluencia Anual de Pasajeros | Afluencia Anual de Pasajeros | Afluencia Anual de Pasajeros |
| ---------------------------- | ---------------------------- | ---------------------------- | ---------------------------- | ---------------------------- | ---------------------------- |
| Año                          | Afluencia                    | A Diario                     | Ranking                      | Incremento                   | Ref.                         |
| 2023                         | 3,869,116                    | 10,600                       | 14°/195                      | -2.19%                       | [ 5 ]                        |
| 2022                         | 3,955,844                    | 10,837                       | 108°/195                     | +30.91%                      | [ 6 ]                        |
| 2021                         | 3,021,762                    | 8,278                        | 107°/195                     | -3.10%                       | [ 7 ]                        |
| 2020                         | 3,118,407                    | 8,520                        | 114°/195                     | -45.26%                      | [ 8 ]                        |
| 2019                         | 5,697,048                    | 15,608                       | 116°/195                     | +0.04%                       | [ 9 ]                        |
| 2018                         | 5,694,915                    | 15,602                       | 115°/195                     | +7.74%                       | [ 10 ]                       |
| 2017                         | 5,285,813                    | 14,481                       | 119°/195                     | -4.04%                       | [ 11 ]                       |
| 2016                         | 5,508,612                    | 15,050                       | 119°/195                     | +0.10%                       | [ 12 ]                       |
| 2015                         | 5,503,112                    | 15,077                       | 113°/195                     | +1.53%                       | [ 13 ]                       |
| 2014                         | 5,420,195                    | 14,849                       | 111°/195                     | -1.68%                       | [ 14 ]                       |

## Conectividad

### Salidas
- Poniente: Avenida Ferrocarriles Nacionales entre Manuel Acuña y Av. Aquiles Serdán, Colonia San Francisco Tetecala
- Oriente: Avenida Ferrocarriles Nacionales entre Amado Nervo y Av. Aquiles Serdán, Colonia San Francisco Tetecala.

### Conexiones
Existen conexiones con las estaciones y paradas de diversos sistemas de transporte:
- Línea 4 y 6 del Trolebús.
- Algunas rutas de la Red de Transporte de Pasajeros.